# Kostel svatého Bartoloměje (Žďárná)
Kostel svatého Bartoloměje je římskokatolický chrám ve Žďárné v okrese Blansko. Jde o farní kostel římskokatolické farnosti Žďárná. Je chráněn jako kulturní památka České republiky.
Kostel a fara byly ve Žďárné již ve středověku. Zpráva o žďárenském faráři Martinovi pochází z roku 1418. Ve zprávě z roku 1569 při prodeji boskovického panství Jarošovi z Zástřizl, je uvedena ves Žďárná s kostelním podacím. I na mapě z roku 1716 je obec Žďárná zakreslena jako ves s kostelem. Kostel v nynější podobě byl vystavěn v letech 1759–1760.  V letech 2010–2012 byl objekt zrekonstruován.